# Alexander de Petrovsky
Alexander Sergejevitsj de Petrovsky, ook de Petrofsky, (Sint-Petersburg, 21 december 1885 - Saint Saviour, 26 september 1965) was een Russisch-Belgische atleet en piloot. Als atleet had hij zich toegelegd op het polsstokhoogspringen en werd hij eenmaal Belgisch kampioen.

## Biografie
De Petrovsky kwam in 1905 als ingenieur naar België. Hij sloot zich aan bij Racing Club Brussel en werd in 1906 Belgisch kampioen polsstokhoogspringen.
In 1908 behaalde de Petrovsky een Belgische licentie als vliegtuigpiloot. Hij nam deel aan verschillende vliegtuigwedstrijden. Samen met Nicolas Syberg stichtte hij in 1910 in Genk de eerste pilotenschool van België. Tijdens de Eerste Wereldoorlog was hij piloot bij de Belgische luchtmacht. Hij werd ridder in de Leopoldsorde en werd onderscheiden met het Oorlogskruis.
De Petrovsky trouwde in 1909 met de Belgische Jeanne Eugenie Iserbyt. Hij verhuisde in 1918 naar Jersey, waar hij tennistrainer werd.

## Belgische kampioenschappen
| Onderdeel            | Jaar |
| -------------------- | ---- |
| polsstokhoogspringen | 1906 |

## Persoonlijke records
| Onderdeel            | Prestatie | Datum       | Plaats |
| -------------------- | --------- | ----------- | ------ |
| polsstokhoogspringen | 3,30 m    | 28 mei 1908 | Ukkel  |

## Palmares
polsstokhoogspringen
- 1906:  BK AC – 2,80 m
- 1908:  AAA-kampioenschappen – 3,05 m[2]